# Aurora Șotropa
Aurora Șotropa (n. 1911, Capu Câmpului, România – d. secolul al XX-lea, București, România) a fost o actriță română. A fost absolventă a Conservatorului din București (1934) și licențiată a Facultății de Filozofie.

## Biografie
A fost un timp pianistă și a concertat în spectacole organizate în București și actriță la Teatrul „Savoy” (1946), la „Odeon” (1946-1948), „Ateneu” (1948-1949) și la Teatrul „Lucia Sturza-Bulandra” (1949-1968). A absolvit Institutul de Artă Teatrală și Cinematografică în 1960. În 1961 joacă primul rol în filmul Aproape de soare.
Este cunoscută pentru filmele: Pe aici nu se trece (1975), Alo, aterizează străbunica!... (1981) și Căruța cu mere (1983).
Colaborează cu cronici muzicale la reviste. În calitate de prietenă și apropiată a cântăreței a fost aleasă pentru portretul Mariei Tănase realizat de regizorul Laurențiu Damian în filmul docomentar Scrisoarea Mariei Tănase
Aurora Șotropa a fost căsătorită cu Willi Starkmann, inginer de sunet al casei de discuri Columbia de la Viena.

## Filmografie
- Aproape de soare (1961)
- Anotimpuri (1964)
- Steaua fără nume (1966)
- Bariera (1972)
- Pe aici nu se trece (1975)
- Tănase Scatiu (1976)
- Alo, aterizează străbunica!... (1981)
- Căruța cu mere (1983)